# The Source Presents – Hip Hop Hits Vol. 3
Hip Hop Hits Vol. 3 to trzecia składanka z serii „Hip Hop Hits” prezentowana przez magazyn „The Source”. Została wydana 30 listopada 1999 roku.

## Lista utworów
1. "Holla Holla" (Ja Rule)
2. "Quiet Storm" (Mobb Deep ft. Lil’ Kim)
3. "Hate Me Now" (Nas ft. Puff Daddy)
4. "Tommy's Theme" (Made Men)
5. "Watch Out Now" (Beatnuts)
6. "HA (Remix)" (Juvenile)
7. "Watch Out for the Hook (Dungeon Family Mix)" (Cool Breeze)
8. "Slippin’" (DMX)
9. "Hard Knock Life (The Ghetto Anthem)" (Jay-Z)
10. "Guilty Conscience" (Eminem ft. Dr. Dre)
11. "Tear It Off" (Redman & Method Man)
12. "Who Dat" (JT Money)
13. "Nann Nigga" (Trick Daddy)
14. "Simon Says" (Pharoahe Monch)
15. "What You Want" (Ruff Ryders ft. Eve & Nokio)
16. "Jamboree" (Naughty by Nature)
17. "Hoody Hooo" (Tru)